# Dawson (Geórgia)
Dawson é uma cidade localizada no estado americano de Geórgia, no Condado de Terrell.

## Demografia
Segundo o censo americano de 2000, a sua população era de 5058 habitantes.
Em 2006, foi estimada uma população de 4794, um decréscimo de 264 (-5.2%).

## Geografia
De acordo com o United States Census Bureau tem uma área de
9,5 km², dos quais 9,5 km² cobertos por terra e 0,0 km² cobertos por água. Dawson localiza-se a aproximadamente 122 m acima do nível do mar.

## Localidades na vizinhança
O diagrama seguinte representa as localidades num raio de 28 km ao redor de Dawson.